# Steiermarks Grand Prix
Steiermarks Grand Prix var en deltävling i formel 1-VM som kördes i Österrike på Red Bull Ring säsongerna 2020 och 2021. Deltävlingen uppkom som ett sätt att kunna köra två lopp på samma bana under samma säsong då coronavirusutbrottet satte stopp för många deltävlingar under 2020 och 2021. Två F1-lopp får nämligen inte ha samma namn varför båda loppen i Österrike inte kunde heta Österrikes GP.

## Vinnare av Steiermarks Grand Prix
| År   | Bana          | Förare         | Konstruktör |
| ---- | ------------- | -------------- | ----------- |
| 2020 | Red Bull Ring | Lewis Hamilton | Mercedes    |
| 2021 | Red Bull Ring | Max Verstappen | Red Bull    |